# Verzorgingsplaats Lokkant
Verzorgingsplaats Lokkant is een Nederlandse verzorgingsplaats aan de A73 Nijmegen-Maasbracht tussen afrit 5 en knooppunt Rijkevoort nabij Haps, gemeente Land van Cuijk.
Bij de verzorgingsplaats ligt een tankstation van TotalEnergies en een Fastned-snellaadstation.
Aan de andere kant van de snelweg ligt verzorgingsplaats Hondsiep.
Richting Maasbracht: Lokkant · De Wuust · Hoogvonderen
Richting Ewijk: Spik · Romeinse Put · Hondsiep